# Route nationale 204b
Die Route nationale 204B, kurz N 204B oder RN 204B, war eine französische Nationalstraße.
Die Straße wurde 1879 zwischen Breil-sur-Roya und der italienischen Grenze bei Fanghetto festgelegt, wo eine italienische Straße ab 1928 als Strada Statale 20 nach Ventimiglia weiterführte. Bis 1933 wurde die Nationalstraße nicht nummeriert. Ihre Länge betrug 9,5 Kilometer. 1973 wurde sie ein Teil der Nationalstraße 204; 2006 erfolgte die Abstufung.